# Spellfire
Spellfire ist ein Sammelkartenspiel, das von TSR entwickelt wurde und auf ihrem populären Rollenspiel Dungeons & Dragons basierte. Die ersten Karten erschienen 1994 auf dem Markt, kurz nach der Veröffentlichung von Magic: The Gathering. Seit dem Jahr 2000 erscheinen offiziell keine neuen Karten mehr.

## Geschichte des Spiels
Die Erstausgabe von Spellfire war noch recht einfach gestaltet, viele Motive wurden von Dungeons & Dragons übernommen und leicht bearbeitet. Nichtsdestoweniger war die Erstausgabe unter den Fans von D&D sehr populär. Zuerst gab es nur die Startersets, bestehend aus 110 Karten, die aus 400 vorhandenen Motiven willkürlich zusammengemischt wurden, und Boosterpacks, die 15 Karten beinhalteten. Diese Packs beinhalteten jedoch größtenteils Karten aus den schon bekannten 400, mit Ausnahme von einigen neuen. In jedem Boosterpack gab es aber eine seltene Karte, die sogenannte Chase Card.
Die zweite Edition der Startersets korrigierte einige Druckfehler und ersetzte ungefähr 20 Karten, war jedoch im Wesentlichen das gleiche Spiel wie die Erstausgabe. Die meisten Spieler konzentrierten sich beim Kauf der Karten auf die kurz danach erschienenen Boosterpacks der Ravenloft-, Dragonlance- und Forgotten-Realms-Serie.
Die dritte Auflage der Startersets nahm etwas bedeutendere Änderungen an vielen der Karten vor, aber behielt die meisten Namen und Gestaltungsarbeiten bei. Es folgten weitere Booster Packs: Die Artifacts-, AD-&-D-Powers-, Underdark-, Runes-&-Ruins- und Birthright-Serien. Diese machten das Spiel weitaus komplexer und fügten viele neue Charaktergattungen und Fähigkeiten hinzu.
Bis zum Erscheinen der vierten Edition ging die Popularität des Spiels allerdings zur Neige. Das lag auch daran, dass die Zukunft des Herausgebers TSR im Ungewissen lag. Auch das Erscheinen drei weiterer Booster (Draconomicon, Nightstalkers und Dungeons) konnte am Niedergang des Spieles nichts mehr ändern. Keine von diesen verkaufte sich mehr gut, und als feststand, dass TSR von Wizards of the Coast aufgekauft wurde, stand fest, dass es keine weiteren Spellfire-Karten mehr geben würde.
Da heute keine neuen Karten mehr produziert werden, entwickeln Fans immer noch weitere Karten, die im Internet veröffentlicht werden und (teilweise) auf privaten Turnieren spielbar sind (sie werden auf andere Karten aufgeklebt).

### Häufigkeit der Karten
Man unterschied zwischen:
- Common Cards
- Uncommon Cards
- Rare Cards
- Chase Cards

Diese unterschieden sich in ihrer Auflage beim Druck. Während man Common Karten relativ leicht bekommen konnte, waren Chase-Karten umso seltener. Das hieß jedoch nicht, dass die Chase-Karten besser waren, manche hatten nur einen Sammelwert und waren für das eigentliche Spiel so gut wie sinnlos.

## Ziel des Spieles
Das Ziel von Spellfire ist, als erster Spieler sechs Königreiche (Länder) zu errichten. Nur ein Reich kann pro Spielrunde von jedem Spieler errichtet werden. Gleichzeitig müssen die Spieler versuchen mit Hilfe von Charakteren und deren Fähigkeiten, die Königreiche der Gegner zu zerstören.
Es gibt unterschiedliche Charaktere:
- Heroes (Helden)
- Wizards (Zauberer)
- Clerics (Kleriker)
- Monster
- Psionicists (Psioniker)
- Regents (Regenten)
- Thieves (Diebe)

Diese Charaktere können zaubern, magische Gegenstände und Artefakte benutzen sowie Blood-Abilities und Unarmed Combat Cards. Auch können Länder mit Event Karten angegriffen werden. Diese wiederum können mit Hilfe von Holdings resistenter gemacht werden.

## Spellfire in Deutschland
Auf Deutsch erschien nur die allererste Auflage des Spieles. Alle anderen Editionen gab es nur auf Englisch. Deutsche Karten wurden deswegen als Raritäten gehandelt.